# Назови ме с моето име
„Назови ме с моето име“ е българска пиеса, написана от Здрава Каменова и Благой Бойчев. Спектакълът е първият, който изследва темата за Възродителния процес.

## За представлението
Представлението е написано от Здрава Каменова и Благой Бойчев. Той също така е и режисьор на спектакъла. Художник е Мирела Василева, а композитор – Добромир Кисьов.
На сцената играят Каменова и актрисата Наталия Цекова.
„Назови ме с моето име“ изследва темата за Възродителния процес. По време на пиесата се представят истинските истории на жертви и свидетели, събрани от немския езиковед от български произход проф. Христо Кючуков и асистентката му Сибел Солак.
Хасине Шен, която превежда на турски „Физика на тъгата“, помага на екипа да преведе на публиката разказите на очевидците за събитията през 70-те и 80-те. Актьорът Мариан Бозуков подпомага проекта. Изповедта на Мимо Гарсия, който доброволно си сменя името, също е включена в спектакъла.